# 昂图瓦涅
昂图瓦涅（法語：Antoigné，法語發音：[ɑ̃twaɲe] ⓘ）是法国曼恩-卢瓦尔省的一个市镇，属于索米尔区。

## 地理
昂图瓦涅（47°5'3"N, 0°6'46"W）面积17.87 平方千米，位于法国卢瓦尔河地区大区曼恩-卢瓦尔省，该省份为法国西部内陆省份，大致对应安茹地区，北起顺时针与马耶讷省、萨尔特省、安德尔-卢瓦尔省、维埃纳省、德塞夫勒省、旺代省、大西洋卢瓦尔省和伊勒-维莱讷省接壤。
与昂图瓦涅接壤的市镇（或旧市镇、城区）包括：蒙特勒伊贝莱、圣西尔拉朗德、圣马丹德桑宰、图尔特奈、贝里、普昂赛。

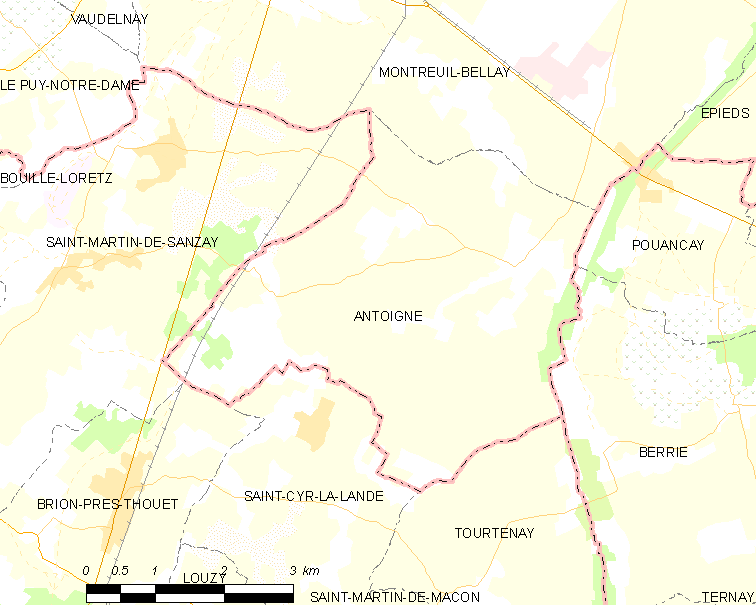
昂图瓦涅的OSM定位图

昂图瓦涅的时区为UTC+01:00、UTC+02:00（夏令时）。

## 行政
昂图瓦涅的邮政编码为49260，INSEE市镇编码为49009。

## 政治
昂图瓦涅所属的省级选区为安茹地区杜埃县。

## 人口

1962-2008年间昂图瓦涅人口变化图示

昂图瓦涅于2022年1月1日时的人口数量为450人。